# Schwarzes Theater
Unter Schwarzem Theater versteht man eine besondere Darbietungsform des Theaterspiels. Seine Wurzeln liegen im japanischen Puppenspiel, dem Bunraku.
Die technischen Voraussetzungen für Schwarzes Theater sind eine mit schwarzem Samt ausgeschlagene Bühne und ebenso vermummte Spieler. Dadurch, dass schwarz gekleidete Spieler vor schwarzem Hintergrund spielen, können sie unsichtbar bleiben. 
In einer scharf abgegrenzten Lichtgasse werden von ihnen Objekte und Puppen so geführt, dass diese sich frei im Raum bewegen und nicht mehr an einen Ort gebunden sind. So lassen sich erstaunliche Illusionen erzeugen: Sterne tauchen aus dem Dunkel auf, ein Zirkel tanzt Ballett und Puppen bewegen sich scheinbar selbständig über die Bühne. Häufig ist beim Schwarzen Theater auch ein Zusammenspiel der Objekte mit lebenden Darstellern, Pantomimen etc., zu finden.
Als Effekt kann zusätzlich das Schwarzlicht (UV-Licht) eingesetzt werden, so dass weiße oder fluoreszierende Gegenstände leuchten (Schwarzlichttheater).

## Geschichte
Der Varietézauberer Ben Ali Bey (Max Auzinger) nutzte 1885 erstmals das schwarze Kabinett, andere Magier, z. B. Omar Pascha, griffen die Idee auf und verbreiteten sie. George Lafaye, ein französischer Puppenspieler, übernahm die Technik für das Puppentheater und die Marionettentheater rund um Spejbl und Hurvínek brachten sie nach Prag. Das dortige Theater Laterna Magika schließlich machte das Schwarze Theater auf der Weltausstellung 1958 in Brüssel international bekannt.
1980 stellte Rainer Pawelke innerhalb eines pädagogischen Sporttheaterprojektes das Schwarze Theater als Bühnenshow mit Jugendlichen und Studenten an der Universität Regensburg vor, an der er als Dozent in der Sportlehrerausbildung tätig war. Unter dem Namen „Traumfabrik – ein poetisches Sporttheater“ wurde u. a. das Schwarze Theater als pädagogisches Projekt in mehreren Deutschlandtourneen und in Fernsehsendungen bekannt gemacht. Rainer Pawelke verfasste zusammen mit Gudrun Pawelke ein Buch dazu: „Schwarzes Theater aus der Traumfabrik“.

## Bekannte Gruppen
In Deutschland ist Schwarzes Theater vor allem durch das 1967/68 in Prag gegründete „Velvets Theater“ mit heutigem Sitz in Wiesbaden vertreten.
1958 haben Absolventen der Theaterfakultät der Akademie der Musischen Künste in Prag (DAMU) die erste Gruppe des Schwarzen Theaters gegründet. Von Anfang an feierte diese neue Theatergattung Erfolge im In- und Ausland. Durch die Tatsache, dass diese Gruppe von zwei starken künstlerischen Persönlichkeiten geleitet wurde, kam es schließlich zur Spaltung: Jiří Srnec und Hana Lamková gingen fortan getrennte Wege. Diese nunmehr zwei Theatergruppen führten die Technik des Schwarzen Theaters zu noch größerer Bekanntheit, unter anderem durch Auftritte beim Edinburgh Festival und in Las-Vegas-Shows. 1965 hat auch die Prager Laterna Magica die Technik des Schwarzen Theaters in sein Geflecht von Filmprojektion, Multiscreen- und Live-Bühnenaktion integriert. Kurz darauf entstanden weitere Gruppen, so z. B. das Velvets Black & Light Theater und das gezeichnete Theater F. Kratochvil.
Im Laufe der Zeit haben jedoch praktisch alle noch existierenden Gruppen ihre Arbeit immer mehr in Richtung Unterhaltung durch Ausreizung des technisch Machbaren ausgerichtet. Velvets widmet sich weiter abendfüllenden Theaterproduktionen im eigentlichen Sinne: Das Werk de Saint-Exupérys, Franz Kafkas und Michael Endes „Momo“ werden ebenso interpretiert wie Opern (etwa: Die Zauberflöte, Rusalka, Hoffmanns Erzählungen) und eigene Produktionen, etwa Grenzen-Los.
Die „Blackwits“ (Ivan Kraus und Naděžda Munzarová), die „Optical Figurenbühne“ und die Schwarzen Theater Prags (Theater IMAGE, Black Light Theatre Srnec, HILT – the black light theatre of Theodor Hoidekr) sind als weitere Beispiele zu nennen.